# Franklin ACE 1200
Franklin ACE 1200 (ACE 1200) је кућни рачунар, производ фирме Franklin који је почео да се израђује у САД током 1983. године.
Користио је MOS Technology 6502 као централни микропроцесор а RAM меморија рачунара ACE 1200 је имала капацитет од 64 KB. 
Као оперативни систем кориштен је Apple II DOS (DOS-1) и CP/M.

## Детаљни подаци
Детаљнији подаци о рачунару ACE 1200 су дати у табели испод.
|                       |                                             |
| 1200                  |                                             |
| Произвођач            |                                             |
| Тип                   | кућни рачунар                               |
| Меморија              | 64 KB                                       |
| Поријекло             | Сједињене Америчке Државе                   |
| Година                | 1983                                        |
| Тастатура             | пуни помак, 71 тастер                       |
| Процесор              |                                             |
| Фреквенција процесора | 1,022                                       |
| RAM                   | 64 KB                                       |
| ROM                   | 16 KB                                       |
| Текст                 | 40 x 24                                     |
| Графика               | 40 x 48 / 208 x 160 / 280 x 192             |
| Боја                  | монохроматски                               |
| Звук                  | 1 глас - уграђени звучник                   |
| Димензије             | 46 (ширина) x 50 (дубина) x 20,5 (висина) . |
| Портови               |                                             |
| Оперативни систем     |                                             |